# Elefthérios Venizélos
Elefthérios Venizélos (en griego Ελευθέριος Βενιζέλος; Mournies, cerca de La Canea, Creta; 23 de agosto de 1864 - París, 18 de marzo de 1936) fue probablemente el político más importante de la Grecia moderna, ejerciendo como primer ministro de Grecia en siete ocasiones, la primera en 1910 y la última en 1933.

## Comienzos en Creta
Estudió derecho en la Universidad de Atenas, en la que se licenció en 1887.
Tras su regreso a la isla, Venizelos fue elegido miembro de la Asamblea local de Creta por el partido liberal. Asociado a los elementos más progresistas de la política local, Venizelos era un acérrimo nacionalista griego y participó activamente en los levantamientos de la isla contra el Imperio otomano (1889 y 1897) y en el movimiento para lograr la unión con Grecia, también llamada Enosis (movimiento que hoy busca la unión de Chipre y Grecia). Tras la rebelión de 1897 participó en la redacción de la constitución de la isla, fue parlamentario de las cortes autónomas isleñas y llegó a ser nombrado ministro de Justicia del gobierno insular.
La opresión terminó cuando divisiones de las armadas británica, rusa, italiana y austrohúngara arribaron para obligar a los turcos a dejar Creta. 
Tras la revuelta de 1897 Creta se convirtió en ampliamente autónoma: contaba con un gobierno propio y un Alto Comisionado nombrado por el rey de Grecia sin necesidad de la aquiescencia del sultán otomano; este no podía vetar la legislación aprobada por el parlamento insular ni participar en la elección de los funcionarios de la isla. La presencia de la bandera otomana en la Suda era el último vestigio de dominio otomano.
El tercer hijo del rey Jorge I, el príncipe Jorge había sido nombrado "Alto Comisionado de Creta" y Venizélos ministro de Justicia, pero las relaciones entre ambos no fueron buenas. Venizelos dimitió, acusando al príncipe de tratar de detentar atribuciones en realidad no le correspondían y de llevar a cabo acciones que retrasaban la unión de la isla con el Reino de Grecia. En la primavera de 1905, Venizelos encabezó una rebelión contra el príncipe, proclamando en vano la unión con Grecia. Las potencias aplastaron la revuelta en noviembre de 1905, lo que mantuvo la situación original de amplia autonomía cretense e impidió la unión con Grecia. En septiembre de 1906, ante su clara impopularidad, el príncipe Jorge abandonó la isla, siendo reemplazado en su puesto por Alexandros Zaimis, varias veces primer ministro. La revuelta, aunque fracasó, dio a conocer a Venizelos, convertido en héroe nacional, en los territorios con población de lengua griega.

## Llegada a Grecia: disolución de la Liga Militar
Ante la sensación de estancamiento de las reformas que la Liga Militar estaba imponiendo a los sucesivos gobiernos desde el verano de 1909, a comienzos de 1910 los militares decidieron llamar a Venizelos para solicitar su consejo.
| Elecciones de la Asamblea Nacional (21/8/1910)                   |
|                                                                  |
| Independientes (Venizelos) Theotikis Rallis Mavromichalis Zaimis |

Venizelos, que había apoyado el golpe de Estado de Goudi de la Liga en 1909, convenció a los militares para disolver la organización a cambio de la convocatoria de una Asamblea Constituyente para reformar ciertos artículos concretos de la constitución. Venizelos había llegado a Atenas el 10 de enero de 1910 y se mostró crítico con los militares, defendiendo la necesidad de una dictadura para aprobar las reformas deseadas en vez de la coacción de la antigua clase política, seguidas de la formación de una Asamblea Nacional. Considerando el momento de la dictadura pasado, Venizelos sopesó las acciones necesarias para reforzar las fuerzas armadas y resolver la situación de Creta por los militares. Después de conversaciones con las partes en las que hizo de intermediario, la Liga aceptó su disolución a cambio de la convocatoria de la Asamblea y el rey aprobó el acuerdo.
Las elecciones a la asamblea supusieron una gran victoria para Venizelos que, sin partido propio, reunía en torno a sí a los candidatos independientes, mayoritarios entre los diputados elegidos. A pesar de lo dudoso de su ciudadanía griega, el propio Venizelos encabezó a los candidatos elegidos por la capital.
Tras regresar brevemente a Creta para dimitir de sus cargos, el 18 de septiembre de 1910 volvió a Atenas, recibido por una multitud. Venizelos impuso el carácter reformista y no revolucionario de la nueva Asamblea Constituyente: no debía redactar una constitución, sino limitarse a reformar la existente. Paulatinamente Venizelos moderó su actitud: de crítico de la dinastía y revolucionario pasó a mostrar un perfil reformista, ganando seguidores.
Dimitido el anterior primer ministro Stephanos Dragumis, que había dirigido la transición, el rey decidió sorprendentemente encargar la formación del nuevo gobierno a Venizelos (19 de octubre de 1910).

## En el poder: primeros años y reformas
Ante la obstrucción de los antiguos partidos Venizelos logró el respaldo real para convocar elecciones, que los dirigentes opositores decidieron ignorar, conscientes de su segura derrota. Durante la campaña se fue formando el nuevo partido de Venizelos, el Liberal (del griego: Komma Fileleftheron). Gracias a la creciente popularidad de Venizelos y a la abstención de los partidos tradicionales las elecciones del 11 de diciembre de 1910 fueron un gran triunfo del cretense, que obtuvo 300 de los 362 escaños. Gran parte de los diputados carecían de experiencia previa y el poder de los antiguos partidos fue eliminado, como deseaban los reformistas. El parlamento había quedado constituido por nuevos políticos.
Venizelos procedió entonces a reformar la Constitución (junio de 1911), aprobar legislación reformista y reforzar las fuerzas armadas del país. Estas reformas cumplieron gran parte de las promesas del Partido Liberal.
Al igual que había moderado su actitud frente a la Corona, Venizelos se mostró cauto respecto a la anexión de Creta, consciente de la oposición de las potencias y de la insuficiente preparación militar del país para enfrentarse a los otomanos. En 1911 y comienzos de 1912 evitó declararse favorable a la enosis de la isla.
Habiendo acabado sus tareas reformistas la Asamblea Constituyente dio paso a unas elecciones normales el 24 de marzo de 1912, con gran victoria de Venizelos.
Ante el continuo descrédito de los partidos tradicionales Venizelos pudo seguir gobernando sin una oposición parlamentaria efectiva. La moderación de Venizelos y sus reformas debilitaron también a los reformistas más radicales como socialistas y agrarios, que perdieron temporalmente apoyo.
Con las reformas comenzadas pasó a concentrarse en los objetivos de expansión territorial que habían sido el objetivo principal de las acciones de la Liga Militar. Venizelos había nombrado al que luego sería uno de sus rivales políticos, el ultramárquico pero hábil oficial Ioannis Metaxás como su edecán y consejero en asuntos militares, a la vez que había impuesto el regreso del diádoco, o príncipe heredero, Constantino como jefe de las fuerzas armadas como gesto conciliador. A pesar de la oposición de la familia real y de sus más allegados políticamente, insistió, sin embargo, en traer una misión militar francesa para dirigir la reforma del Ejército.
La derrota otomana en la guerra ítalo-turca del otoño de 1911 animó a los países balcánicos a olvidar temporalmente sus rivalidades y aliarse en contra del Imperio otomano.

## Las guerras balcánicas
La Liga Balcánica atacó al Imperio en octubre de 1912, mostrando rápidamente su superioridad militar.
El príncipe Constantino mandaba el Ejército griego que el 8 de noviembre de 1912 tomó Salónica horas antes de la llegada de las unidades búlgaras a la ciudad macedonia, ambicionada por ambos aliados. En marzo de 1913 tomaban también la capital del Epiro, Ioánina. Por el Tratado de Londres el imperio cedía todo su territorio europeo a excepción de Albania y los alrededores de Constantinopla a la Liga. Grecia recibía finalmente Creta, mientras que las islas del mar Egeo y Albania quedaban por repartir según el criterio de las potencias.
Las desavenencias de los miembros de la Liga por el reparto de Macedonia llevaron al enfrentamiento entre ellos en la segunda guerra balcánica, que acabó con la derrota de Bulgaria. Tras esta segunda contienda Grecia logró Creta, el sur de Epiro y gran parte de Macedonia, incluyendo Salónica, creciendo un 64 % en territorio y un 67 % en población.
Gracias a Venizelos y a sus reformas el país se había mostrado preparado para los enfrentamientos militares de 1912-1913. El periodo de 1910-1915 pasó a ser considerado una época dorada del país, caracterizada por las reformas, las victorias militares y la expansión territorial, dirigidas por Venizelos.

## La Primera Guerra Mundial y el cisma nacional

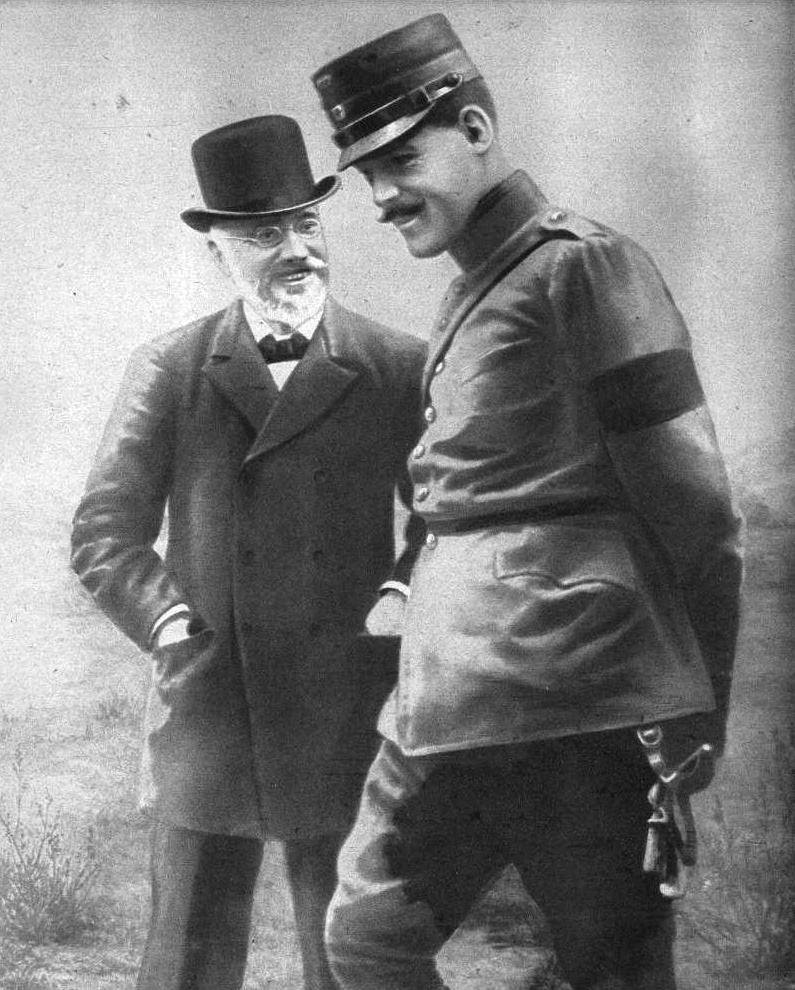
Los protagonistas del «cisma nacional»: Venizelos y Constantino, representaron las dos posturas durante la Primera Guerra Mundial: intervención con la Entente o neutralidad favorable a los Imperios Centrales.

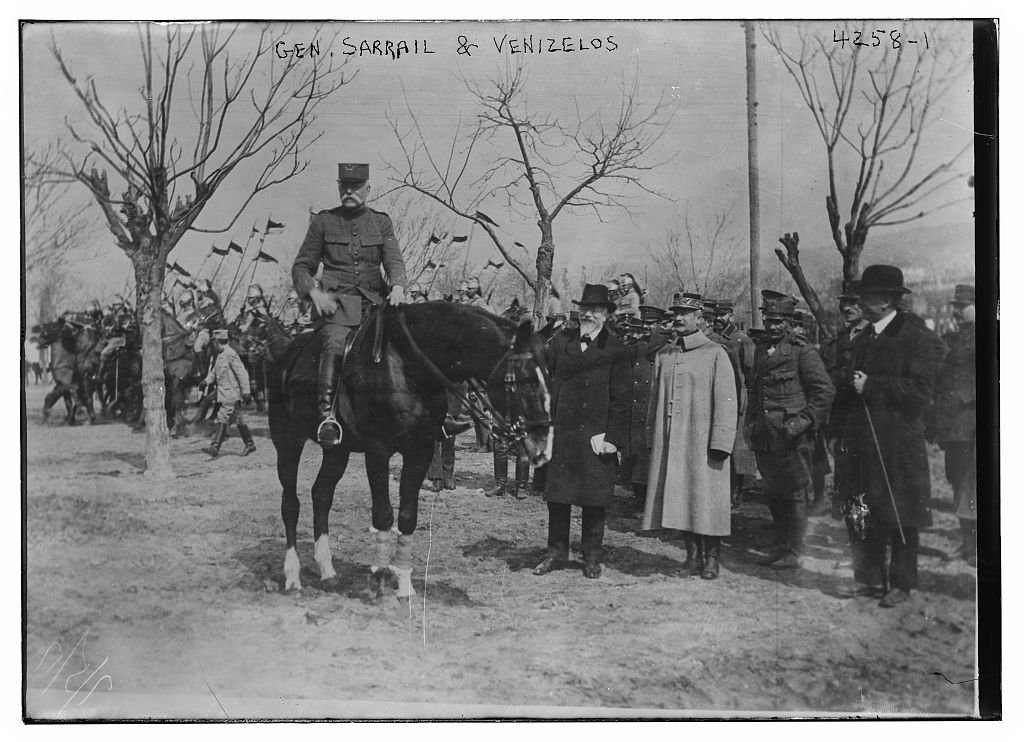
Venizelos junto al general francés Maurice Sarrail. Venizelos declaró la guerra a los Imperios Centrales con el apoyo de la Entente, que le devolvió al poder en 1917.

En los primeros meses de la Primera Guerra Mundial y una vez que quedó patente que el conflicto no acabaría con una rápida victoria de ninguno de los bandos Venizelos comenzó a defender la entrada en la contienda del lado de la Triple Entente, argumentando que el país recibiría a cambio de su participación nuevos territorios. Rechazó por tanto una propuesta alemana de atacar Serbia y pronto abandonó su postura original de neutralidad favorable a la Entente por la de la intervención directa.
El nuevo rey, Constantino, tras el asesinato de su padre en Salónica en 1913, compartía los objetivos expansionistas del primer ministro, pero disentía respecto de los medios: favorable a los Imperios Centrales y desconfiando de la Entente, defendía el mantenimiento de la neutralidad del país en la guerra.
Tras el rechazo de Constantino a la participación griega en la campaña de Galípoli, defendida por Venizelos, este dimitió el 10 de marzo de 1915. Le sustituyó Dimitrios Gounaris en el primero de los varios débiles gabinetes formados por políticos de la antigua clase política que había controlado la política nacional antes de la intervención de la Liga Militar y la llegada de Venizelos, que trataron de recuperar el poder perdido y de destruir la carrera del cretense, acusándole de haber estado dispuesto a ceder territorio a Bulgaria.
En 1915 las posturas del primer ministro y del monarca estaban aún más enfrentadas, acusando Venizelos a Constantino de exceder sus prerrogativas constitucionales. Tanto el parlamento como las fuerzas armadas se dividieron en partidarios de ambas figuras. Por un lado se encontraba el rey, la familia real, la antigua elite política de antes de 1909 y parte de los oficiales, progermanos, y por otra Venizelos, le burguesía liberal y otra parte del Ejército.
La dimisión de Venizelos, sin embargo, no significó su retiro: en las elecciones del 31 de mayo de 1915 volvió a lograr la victoria, a pesar de los esfuerzos de sus adversarios, formando un nuevo gabinete en el otoño cuando volvió a reunirse el parlamento. Ante la movilización búlgara, Venizelos solicitó, de manera inconstitucional según sus adversarios, la llegada de tropas de la Entente, lo que agudizó el enfrentamiento político. El rey aprobó la movilización, pero se mostró contrario a proclamar que se realizaba contra un posible ataque de Bulgaria contra Serbia.
Venizelos tuvo varios conflictos con el rey Constantino I el primero y muy conocido fue respecto al itinerario del ejército y a qué ciudades debían liberarse primero.[cita requerida]
En octubre de 1915 la situación del país se tornó más delicada con el desembarco de tropas de la Entente en Salónica. Venizelos volvió a defender la entrada en guerra y el rey exigió su dimisión, sustiyéndole nuevamente por un político de la antigua clase política, Alexandros Zaimis.
A finales de agosto de 1916 los militares partidarios de Venizelos formaron en Macedonia el Comité de Defensa Nacional para apoyar a la Entente. El rey y el Alto mando seguían siendo proalemanes. El 26 de septiembre de 1916 Venizelos establecía un gobierno rebelde con el Comité como sección militar para forzar el cambio de política del gobierno de Atenas.
El 13 de junio de 1917 la Entente forzó la renuncia y el exilio de Constantino y Venizelos regresó a Atenas, reunificando el gobierno del país y entrando en la guerra del lado de la Entente. Durante los siguientes 3 años Venizelos gobernó bajo la ley marcial, por decreto. Durante su gobierno eliminó de las fuerzas armadas y de la administración civil a numerosos opositores.
El ejército griego estaba dividido entre los partidarios del rey y los de Venizelos, estos últimos comenzaron a formar parte de los ataques contra Bulgaria donde formaron un papel poco importante en su rendición.

## La conferencia de paz y la guerra con Kemal
Después de la guerra participó en la Conferencia de París en 1919. Como representante de Grecia, firmó el Tratado de Neuilly (27 de noviembre de 1919) y el Tratado de Sèvres (10 de agosto de 1920). Gracias a estos tratados, Grecia obtuvo la Tracia Oriental y Esmirna. Intentaron asesinarlo en la estación de tren de Lyon; tras su restablecimiento, volvió a Grecia, donde fue recibido como un héroe que había liberado regiones con población griega.
Gracias a su habilidad diplomática logró el permiso para enviar tropas a Anatolia en mayo de 1919, que desembarcaron en Esmirna.
Tras la firma del Tratado de Sèvres (10 de agosto de 1920), favorable a Grecia, regresó a Grecia, convocando elecciones para el 14 de noviembre de 1920. Su éxito aparente en París llevó a sus adversarios a medidas extremas: sufrió un atentado en la gare de Lyon de París antes de su vuelta a Grecia.
Con una grave crisis económica, el hartazgo por 8 años de guerras, la corrupción de algunos de sus seguidores y la rivalidad con los partidarios de Constantino, Venizelos fue derrotado.
El nuevo gobierno constantinista, tras el regreso del monarca el 5 de diciembre de 1920 habiendo muerto por accidente su hijo Alejandro I de Grecia, decidió mantener la campaña militar en Asia Menor.
Se presentó a las elecciones en noviembre de 1920 y las perdió, en parte por el descontento de las poblaciones de Asia Menor; esta derrota le llevó a apartarse de la política. Firmó como representante de Grecia, el Tratado de Lausana con Turquía (24 de julio de 1923).

## Regreso y nuevos gobiernos

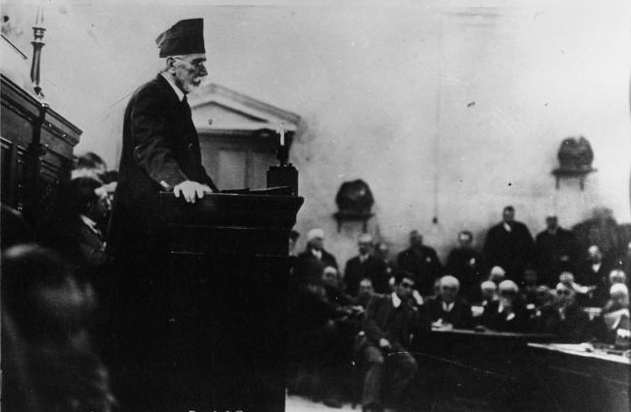
Venizelos en 1933, en un discurso parlamentario contra su adversario conservador, Panagis Tsaldaris.

Venizelos retomó la dirección del Partido Liberal en la primavera de 1928. En las elecciones de 1928 su partido obtuvo 223 de los 250 escaños del Parlamento griego. Venizelos dirigió el país hasta 1932. Su gobierno se caracterizó por algunos logros notables en política exterior, pero por una mala gestión interna, en ocasiones corrupta.
En enero de 1933, presionado por los republicanos más radicales como el general Plastiras, Venizelos hizo caer al gabinete minoritario del populista Panagis Tsaldaris. Convocó elecciones inmediatamente, para marzo de 1933, pero fue derrotado.
| Decadencia y derrota de Venizelos, las elecciones de 1932 y 1933. |  |
|                                                                   |  |

El 5 de marzo de 1933 los militares republicanos, con el general Nikolaos Plastiras al frente, trataron de dar un golpe de Estado contra el nuevo gabinete conservador que había derrotado a Venizelos, temiendo una restauración republicana. El golpe fracasó y Venizelos fue acusado injustamente de haber estado involucrado en su preparación. El 6 de junio de 1933 sufrió un nuevo atentado, que aumentó la tensión política.

## Golpe de Estado, exilio y muerte
La continuación de la crisis política llevó a una nueva conspiración militar, esta vez sí dirigida por Venizelos y por el general Nikolaos Plastiras, el 1 de marzo de 1935. El fracaso del movimiento determinó su salida del país, junto con el de Plastiras. El intento de golpe, que trató de impedir la restauración monárquica, la aceleró, a la vez que numerosos partidarios de Venizelos fueron purgados de las fuerzas armadas y de las administración por sus adversarios conservadores.
Se exilió en París, donde murió el 18 de marzo de 1936, una de las varias muertes de importantes figuras política y militares que facilitaron el ascenso al poder con apoyo real de Ioannis Metaxás en el verano. Su cuerpo fue repatriado y enterrado en Akrotiri en su isla, Creta.

## Valoración y legado
Venizelos fue una de las principales figuras políticas griegas durante cerca de treinta años a comienzos del siglo XX. Voluble, carismático, autoritario, soberbio y tendente a valerse de sus partidarios regionales, fue un maestro de la intriga política y considerado por muchos un héroe y salvador de la nación. Venizelos mostró durante toda su carrera una tendencia al liderazgo solitario y su partido nunca tuvo una estructura muy definida. No aceptaba bien las críticas. Impulsivo y empático, en ocasiones extravagante, Venizelos representó en Grecia el liberalismo republicano de influencia francesa. Incluso en sus periodos de gobierno autocrático Venizelos recibió la adulación, casi la adoración de las masas, y era capaz de lograr un afecto enorme de sus seguidores. Tanto en Grecia como en el extranjero, Venizelos fue adorado por la burguesía liberal.

## Curiosidades
- El aeropuerto de Atenas se llama Aeropuerto Internacional Eleftherios Venizelos en su honor.
- Su imagen está presente en las monedas griegas de 50 céntimos de euro.
- Su hijo Sofoklis Venizelos (1894-1964) fue también primer ministro.